# كياوني
كياوني جزيرتان رمليتان بحريتان في خليج أرجوين بموريتانيا، الجزيرة صغيرة جدًا. يبلغ طول الجزيرة الكبيرة 1.2 كم إلى 300 متر وعرضها من 12 إلى 15 مترًا، بينما يبلغ طول الجزيرة الأصغر المسماة بيتيت كياوني 450 مترًا وعرضها 50 مترًا. الجزيرة جزء من منتزه الوطني. أثناء انخفاض المد، تشكل الجزر جزيرة واحدة كبيرة. الجزيرة غير مأهولة بالسكان
وتشمل الجزر القريبة إشاكشير إلى الشمال الشرقي الشمالي ونيرومي إلى الجنوب الغربي. على بعد حوالي 4 كيلومترات إلى الشرق يقع البر الموريتاني وبالقرب منه تقع بلدة أو مدينة تن علول في الشرق، وإلى الشمال تقع شبه جزيرة إيويك
وتهاجر في المنطقة عدة أنواع مختلفة من الطيور بما في ذلك طيور النحام الوردي، وقد هاجرت لأول مرة في عام 1957
خلال عصر ما قبل التاريخ، كانت الجزر متصلة بالبر الرئيسي حتى حوالي 6000 إلى 5000 عام مضت عندما أدى ارتفاع مستوى سطح البحر إلى فصلها عن البر الرئيسي